# EnCLAVE-ELE
La editorial enClave-ELE es una editorial especializada en la enseñanza del español lengua extranjera (ELE). Surgió en 2005 bajo la iniciativa de CLE International (editor de francés lengua extranjera del grupo editorial francés Editis). En abril de 2007 pasó a ser una empresa independiente española.
enClave-ELE nació con un espíritu innovador, vanguardista y dinámico, por ello uno de sus leitmotivs es que la enseñanza del español tiene que pasar por la renovación constante; por nuevos enfoques metodológicos, como el enfoque orientado a la acción del MCER, la gramática cognitiva o las actividades AICLE en los métodos para niños; además proponer una perspectiva pluricultural e integradora del español en el mundo. 
El hecho de que profesores y alumnos puedan disfrutar y a provechar cada minuto de la clase lleva a enClave-ELE  a la investigación y creación de materiales y recursos motivadores, que sean actuales y de calidad; tanto en papel como digitales. Es por ello que esta editorial apuesta por autores que crean sus materiales desde el aula, siendo profesores en activo.
En pocos años enClave-ELE  se ha hecho un hueco en el sector editorial español, convirtiéndose en la nueva voz del español como lengua extranjera, con presencia en más de cuarenta países.
Sus principales métodos son:
- Misión Ñ (español para preescolares) método para niños que se acercan al español como lengua extranjera sin saber necesariamente leer/escribir.
- Uno, dos, tres… ¡ya! (español para niños de 6 a 9 años).
- Chispas Curso de español para niños (español para niños de 6 a 9 años).
- Clave de sol (español para niños a partir de 8 años).
- ¡Qué guay! Curso de español para adolescentes.
- ¡Genial! Curso de español (para jóvenes y adultos).
- En Acción (español para adultos), coordinado por Elena Verdía, del Instituto Cervantes de Madrid.
- Bienvenidos (español para el turismo y la hostelería), por Raquel Varela, profesora de la UNED.
- ¡Dale al DELE! (preparación a los exámenes oficiales del DELE). Sus autores son examinadores de DELE y formadores de examinadores en el Instituto Cervantes.
- Ámbito ELE, colección realizada en colaboración con la Universidad a Distancia de Madrid (UDIMA), dirigida a docentes y futuros docentes del español como lengua extranjera.

Su catálogo tiene ya más de doscientos títulos y se distribuye en el mundo entero. También cuenta con libros digitales interactivos alojados en la plataforma Blinklearning.